# Alfonsine
Alfonsine (en emilià-romanyol Alinfunsèn) és un municipi italià, situat a la regió d'Emília-Romanya i a la província de Ravenna. L'any 2010 tenia 12.391 habitants. Limita amb els municipis d'Argenta (FE), Bagnacavallo, Conselice, Fusignano, Lugo i Ravenna.

## Administració
| Període | Identitat     | Partit |
| ------- | ------------- | ------ |
| 2009-   | Mauro Venturi | PD     |

## Agermanaments
- Nagykata
- Mahayi
- Spello
- San Vito di Cadore